# Marcos Monteiro
Marcos José Alves de Barros Monteiro (Fortaleza-CE, 26 de janeiro de 1981), mais conhecido como Marcos Monteiro, é um perito em computação forense, perito judicial, consultor de Tecnologia da Informação e Comunicação, professor universitário e empresário brasileiro. Especialista em segurança digital, Marcos é presidente da Associação Nacional de Peritos em Computação Forense (APECOF), Diretor do Grupo de Interesses da SUCESU (Associação de Usuários de Informática e Telecomunicações), membro consultor da comissão de Direito Digital da OAB/PI (2018 a 2019), e coordenador de Segurança da Informação e Computação Forense da Comissão de Direito Digital da OAB-SP (2020 a 2021),.

## Outros Trabalhos Relevantes
De 2011 a 20199, Marcos foi CIO (Chief Information Officer) da Agência de Defesa Agropecuária do Estado do Ceará (Adagri).
De 2011 a 2014, foi diretor de responsabilidade sócio ambiental do Grupo de Gestores de TIC do Ceará (GGTIC-CE).
De 2013 a 2020 foi diretor de cybersecurity da SUCESU (Sociedade dos Usuários de Informática e Telecomunicações).

### Matérias em Jornais
De 2006 a 2015, Marcos foi colunista de informática, assinando a coluna "Tira-Dúvidas", na página de tecnologia “Tecnoguia” do Diário do Nordeste.
De 2006 a 2012, Marcos assinou a coluna "Guia de Tecnologia" no Jornal Educação em Pauta (publicação bimestral)
| Data de Publicação | Ref.   |
| ------------------ | ------ |
| 13/03/2006         | [ 35 ] |
| 17/07/2006         | [ 36 ] |
| 14/08/2006         | [ 37 ] |
| 18/09/2006         | [ 38 ] |
| 18/12/2006         | [ 39 ] |
| 08/01/2007         | [ 31 ] |
| 11/02/2008         | [ 40 ] |
| 01/06/2009         | [ 41 ] |
| 04/05/2009         | [ 42 ] |
| 18/05/2009         | [ 43 ] |
| 08/06/2009         | [ 44 ] |
| 15/06/2009         | [ 45 ] |
| 22/06/2009         | [ 46 ] |
| 29/06/2009         | [ 47 ] |
| 13/07/2009         | [ 48 ] |
| 20/07/2009         | [ 49 ] |
| 27/07/2009         | [ 50 ] |
| 03/08/2009         | [ 51 ] |
| 10/08/2009         | [ 52 ] |
| 24/08/2009         | [ 53 ] |
| 31/08/2009         | [ 54 ] |
| 05/10/2009         | [ 55 ] |
| 19/10/2009         | [ 56 ] |
| 16/11/2009         | [ 57 ] |
| 14/12/2009         | [ 58 ] |
| 21/12/2009         | [ 59 ] |
| 25/01/2010         | [ 60 ] |
| 22/02/2010         | [ 61 ] |
| 08/03/2010         | [ 62 ] |
| 21/06/2010         | [ 63 ] |
| 27/12/2010         | [ 64 ] |
| 03/01/2011         | [ 65 ] |
| 12/11/2012         | [ 66 ] |

| Edição                                     | Título da Matéria                                      | Ref.   |
| ------------------------------------------ | ------------------------------------------------------ | ------ |
| Edição 31, Jan./Fev. 2006 - Pág. 06        | “Thin Client: uma solução antiga com nova tecnologia.” | [ 67 ] |
| Edição 35, Set./Out. 2006 - Págs. 04 e 05. | “Software livre na educação.”                          | [ 68 ] |
| Edição 38, Mar./Abr. 2007 - Pág. 04        | “Conectar-se a internet via rede elétrica.”            | [ 69 ] |
| Edição 51, Mai./Jun. 2009 - Pág. 06        | “Computação forense no combate ao 'ciberbullying'”     | [ 70 ] |

## Palestras, Debates e Entrevistas
| Data      | Organizador(es)                                               | Evento                                                  | Assunto Discutido                                                                      | Ref.   |
| --------- | ------------------------------------------------------------- | ------------------------------------------------------- | -------------------------------------------------------------------------------------- | ------ |
| Abr/2017  | Roadsec PRO Fortaleza                                         | Roadsec PRO Fortaleza                                   | Segurança da informação                                                                | [ 18 ] |
| Ago/2017  | Rádio CBN Maringá                                             | Rádio CBN Maringá                                       | Entrevista - computação forense                                                        | [ 71 ] |
| Out/2017  | Roadsec PRO Florianópolis                                     | Roadsec PRO Florianópolis                               | Segurança da informação                                                                | [ 72 ] |
| Jul/2021  | Fundação Getulio Vargas                                       | Webinar sobre segurança na internet                     | Você se sente seguro na internet?                                                      | [ 73 ] |
| Maio/2019 | Assembleia Legislativa do Ceará                               | Audiência pública                                       | Debater a criação de uma delegacia para combater crimes praticados no ambiente virtual | [ 74 ] |
| Nov/2019  | OAB, Seccional Piauí, por meio da Comissão de Direito Digital | Debate e Argumentação Forense sobre Crimes Informáticos | Debate e Argumentação Forense sobre Crimes Informáticos                                | [ 75 ] |

## Videografia
| Data       | Programa                    | Emissora                   | Assunto Discutido                                                         | Ref.   |
| ---------- | --------------------------- | -------------------------- | ------------------------------------------------------------------------- | ------ |
| 31/07/2017 | tvdn entrevista             | TV DN (Diário do Nordeste) | Peritos Forenses                                                          | [ 76 ] |
| 07/05/2018 | Programa "Questão de Ordem" | TV Assembléia (CE)         |                                                                           | [ 77 ] |
| 20/02/2019 | CETV 1ª Edição              | TV Verdes Mares            | Como evitar casos de pedofilia                                            | [ 15 ] |
| 22/07/2019 | Programa "Comando 22"       | TV Diário                  | Golpes aplicados por celular                                              | [ 78 ] |
| 12/01/2020 | Programa "Sempre Bem"       | SBT                        | Riscos das Redes Sociais para Crianças                                    | [ 79 ] |
| 08/02/2021 | CETV 2ª Edição              | TV Verdes Mares            | Como proteger seus dados de golpes criminosos                             | [ 80 ] |
| 19/05/2021 | CETV 2ª Edição              | TV Verdes Mares            | Golpe da vacina                                                           | [ 81 ] |
| 29/09/2021 | CETV 1ª Edição              | TV Verdes Mares            | Como proteger seus dados usados em aplicativos bancários                  | [ 82 ] |
| 04/10/2021 | CETV 2ª Edição              | TV Verdes Mares            | Mudanças anunciadas pelo BC para aumentar a segurança do PIX              | [ 83 ] |
| 03/01/2022 | CETV 1ª Edição              | TV Verdes Mares            | Como se proteger do golpe do roubo das redes sociais                      | [ 84 ] |
| 09/02/2022 | Pense Digital               | IGTV                       | Ciência Forense Digital                                                   | [ 85 ] |
| 22/02/2022 | Bom Dia Ceará               | TV Verdes Mares            | Golpes no Cartão de Credito                                               | [ 86 ] |
| 17/03/2022 | CETV 1ª Edição              | TV Verdes Mares            | Golpe do leilão de veículos                                               | [ 87 ] |
| 24/03/2022 | Portal G1                   | Portal G1                  | Como manter as senhas digitais seguras                                    | [ 88 ] |
| 18/04/2022 | CETV 1ª Edição              | TV Verdes Mares            | Como se proteger de fraudes com cartão por aproximação                    | [ 89 ] |
| 04/05/2022 | CETV 1ª Edição              | TV Verdes Mares            | Falsas promessas de emprego                                               | [ 90 ] |
| 12/05/2022 | Bom dia Ceará               | TV Verdes Mares            | Como proteger seus dados financeiros em caso de roubo ou furto de celular | [ 91 ] |
| 13/05/2022 | CETV 1ª Edição              | TV Verdes Mares            | Golpe do anúncio falso em redes sociais                                   | [ 92 ] |
| 30/05/2022 | Bom dia Ceará               | TV Verdes Mares            | Como agir se seu WhatsApp for hackeado                                    | [ 93 ] |
| 09/07/2022 | CETV 2ª Edição              | TV Verdes Mares            | Golpes financeiros por meio digital                                       | [ 94 ] |
| 22/07/2022 | CETV 1ª Edição              | TV Verdes Mares            | Alerta de golpes via Pix                                                  | [ 95 ] |
| 13/10/2022 | CETV 1ª Edição              | TV Verdes Mares            | Golpes digitais                                                           | [ 96 ] |
| 21/10/2022 | Bom Dia Ceará               | TV Verdes Mares            | Como evitar golpes via Pix                                                | [ 97 ] |
| 08/12/2022 | Bom Dia Ceará               | TV Verdes Mares            | Como se proteger de golpes ao usar serviços de banco                      | [ 98 ] |

## Publicações
Marcos é organizador e autor do Livro “Informática Forense” da coleção Tratado de Perícias Forenses da editora LEUD, e co-autor do "Código Deontológico de Boas Práticas de Investigação Defensiva" da Associação Brasileira de Criminalística.

### Livros
| Ano  | Título do Livro                                                         | Editora       | ISBN              | Ref.   |
| ---- | ----------------------------------------------------------------------- | ------------- | ----------------- | ------ |
| 2018 | “Informática Forense” - Coleção Tratado de Perícias Forenses – volume 2 | Editora: LEUD | 978-85-7456-355-8 | [ 73 ] |

## Prêmios e Indicações
| Ano  | Prêmio                                                          | Categoria                                  | Trabalho Indicado       | Resultado | Ref.          |
| ---- | --------------------------------------------------------------- | ------------------------------------------ | ----------------------- | --------- | ------------- |
| 2022 | Prêmio Otimista de Inovação - Edição Especial 50 anos do Sebrae | Futuro para negócios em início de operação | Startup "FotoDetective" | Finalista | [ 13 ] [ 99 ] |

### Honrarias
- 2015 - Homenageado no SHOWTech em Fortaleza pelo belíssimo trabalho desenvolvido pelo time de TI da ADAGRI.[28]